# Schottenring
Schottenring – ważna węzłowa stacja metra w Wiedniu na linii U2 i U4. Została otwarta 3 kwietnia 1978, a następnie rozbudowana w ramach linii U2 10 maja 2008.
Znajduje się na granicy dzielnic 1. Innere Stadt i 2. Leopoldstadt. Jej nazwa pochodzi od Schottenring.